# 웨스트그랜드바하마

웨스트그랜드바하마

웨스트그랜드바하마(영어: West Grand Bahama)는 바하마의 구로 그랜드바하마섬 서반부에 위치한다.